# Chiesa di San Gerardo (Monza)
La chiesa di San Gerardo al Corpo, dedicata a san Gerardo dei Tintori, compatrono della città di Monza, si trova in via San Gerardo 2.

## Storia
La chiesa attuale sorge sul luogo dove un tempo era situata un'antichissima (956) chiesetta extra-muro dedicata a sant'Ambrogio e successivamente reintitolata a San Gerardo dei Tintori. La Chiesa è anche chiamata "San Gerardo al corpo" perché si dice che San Gerardo fu sepolto proprio in quella chiesa e che furono conservate alcune reliquie fra cui il suo mantello.
Nel 1835 fu deciso di costruire un nuovo edificio su disegno dell'architetto Giacomo Moraglia. La nuova chiesa fu eretta, con la sua monumentale cupola, nell'omonima piazzetta su di uno stilobate a pianta di croce latina. La prima pietra della chiesa fu posta il 30 ottobre 1836, alla presenza dell'arciduca Ranieri, viceré del Regno Lombardo-Veneto.
La chiesa fu completata nell'agosto del 1842, nel 1863 fu aggiunto il pronao e nel 1875 il campanile. La consacrazione avvenne nel 1886. La facciata subì ancora delle modifiche con l'aggiunta di bassorilievi, ispirati a San Gerardo, opera di Benedetto Cacciatori e alcune statue di Giuseppe Colombo. La facciata assunse la sua forma definitiva nel 1901.
La nuova chiesa mantiene, al fondo del suo transetto destro, l'abside e l'altar maggiore del precedente tempio (che era orientato in senso trasversale rispetto all'attuale): nell'abside è tuttora conservato il corpo del santo, patrono della città di Monza insieme a san Giovanni Battista. Da questo fatto la chiesa prende anche il nome di "San Gerardo al corpo".

## Altre chiese di Monza dedicate al santo
- Chiesa di San Gerardo Intramurano
- Chiesa di Sancto Gerhardo